# Saint-Barthélemy (Normandia)
Saint-Barthélemy è un comune francese di 369 abitanti situato nel dipartimento della Manica nella regione della Normandia.

## Società

### Evoluzione demografica
Abitanti censiti